# День Тыла Вооружённых Сил Российской Федерации
День Тыла Вооруженных Сил Российской Федерации — профессиональный праздник всех военнослужащих и гражданского персонала имеющих отношение к частям и подразделениям Тыла ВС России.
Отмечается ежегодно, 1 августа. Не является нерабочим днём.

## История и празднование
Праздник «День Тыла Вооруженных Сил Российской Федерации» первоначально был утверждён Приказом Министром обороны России № 225, от 7 мая 1998 года. А в настоящее время праздник отмечается согласно Указу Президента Российской Федерации от 31 мая 2006 года № 549 «Об установлении профессиональных праздников и памятных дней в Вооружённых Силах Российской Федерации». 
Выбор дня празднования этой даты не случаен. Несмотря на то, что история тыловых формирований начинается ещё с 18 февраля 1700 года, когда император Российской империи Пётр Великий подписал Указ «О заведовании всех хлебных запасов ратных людей Окольничему Языкову, с наименованием его по сей части Генерал-Провиантом», фактическое самоопределение войск Тыла Вооружённых Сил России произошло 1 августа 1941 года. Именно тогда, И. В. Сталин поставил свою подпись под приказом Народного комиссара обороны СССР С. К. Тимошенко № 0257 «Об организации Главного управления тыла Красной Армии...». Этот документ объединил штаб начальника тыла, автодорожное управление и инспекцию начальника тыла Красной Армии, управление ВОСО, Главное интендантское управление, Управление снабжения горючим, Санитарное и Ветеринарное управления под единое командование, для чего была введена должность начальника тыла РККА. Первым начальником тыла в РККА был назначен заместитель Народного Комиссара Обороны СССР генерал-лейтенант интендантской службы А. В. Хрулёв. По замыслу «вождя народов» ведение под единое командование всей совокупности снабженческих, медицинских и транспортных структур должно было максимально эффективно наладить сложный процесс тылового обеспечения РККА. Также, новая должность начальника тыла была введена на всех фронтах и армиях.
Президент России Владимир Путин 29 июля 2000 года подписал указ «О 300-летии Тыла Вооруженных Сил», в тексте которого говорится: «Учитывая важное значение тылового обеспечения армии и флота, отмечая боевые заслуги перед Отечеством ветеранов и личного состава Тыла Вооруженных Сил и в связи с его 300-летием, постановляю: Установить памятный день — 300-летие Тыла Вооруженных Сил и отметить его 1 августа 2000 года».
Празднование 1 августа Дня Тыла Вооружённых Сил Российской Федерации в качестве памятного дня было закреплено указом Президента Российской Федерации от 31 мая 2006 года № 549 «Об установлении профессиональных праздников и памятных дней в Вооруженных Силах Российской Федерации». Праздник был учреждён наряду с другими «в целях возрождения и развития отечественных воинских традиций, повышения престижа военной службы и в знак признания заслуг военных специалистов в решении задач обеспечения обороны и безопасности государства».